# E421

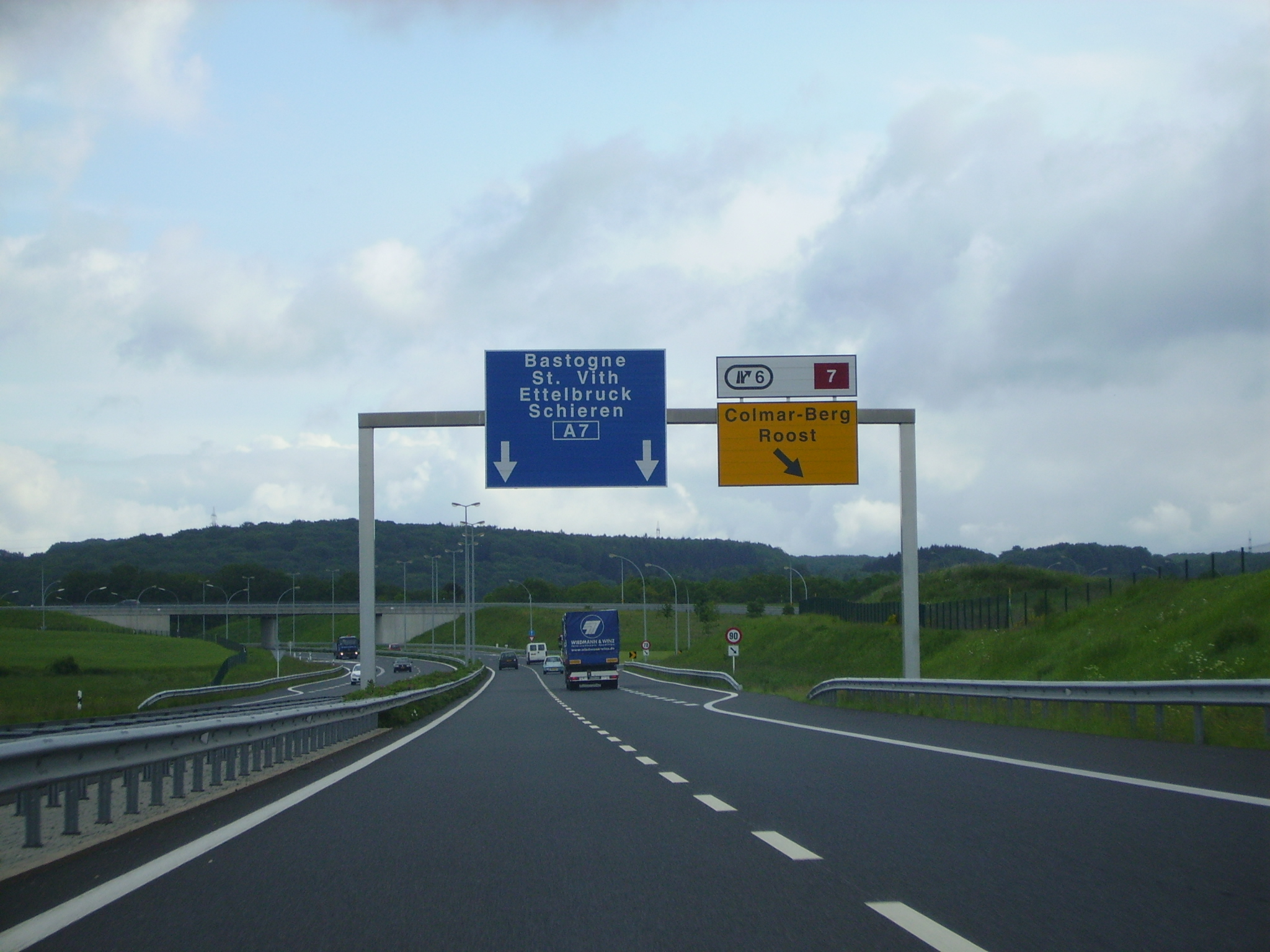
E421/A7 söder om Ettelbrück i Luxemburg

E421 eller Europaväg 421 är en 165 kilometer lång europaväg som går från Aachen i Tyskland via Belgien till staden Luxemburg i Luxemburg.

## Sträckning
Aachen - (gräns Tyskland-Belgien) - St. Vith - (gräns Belgien-Luxemburg) - Luxemburg

## Standard
Vägen är landsväg större delen av sträckan, förutom några korta bitar motorväg.

## Anslutningar till andra europavägar
| - E314 - E40 - E42 - E29 |  | - E411 - E44 - E25 |